# 石坊镇
石坊镇，是中华人民共和国甘肃省陇南市文县下辖的一个乡镇级行政单位。
2016年，甘肃省民政厅批复同意撤销石坊乡，设立石坊镇。

## 行政区划
石坊镇下辖以下地区：
元坪山村、旧关村、上柳元村、汤卜沟村、邓草坝村、泥山村、后坝村、下柳元村、东峪口村、石坊一村、石坊二村、高峰村、中排村和槐树村。